# Atracis puncticeps
Atracis puncticeps är en insektsart som först beskrevs av Walker 1858.  Atracis puncticeps ingår i släktet Atracis och familjen Flatidae. Inga underarter finns listade i Catalogue of Life.